# Lawrence Rosen
Lawrence „Larry“ A. Rosen (* 8. Dezember 1957 in New York) ist ein US-amerikanischer Manager. Seit 2020 ist er Vorsitzender des Aufsichtsrats der Qiagen N.V., dem er seit 2013 angehört. Des Weiteren ist er Mitglied des Aufsichtsrats der Lanxess AG (seit 2015) sowie der Deutsche Post AG (seit 2020). Vormals war er als Finanzvorstand der Deutsche Post AG (2009–2016) und der Fresenius Medical Care (Management) AG (2003–2009) tätig.

## Leben
Lawrence Rosen erwarb einen Bachelor in Wirtschaftswissenschaft an der State University of New York sowie einen Master of Business Administration an der University of Michigan. Nach seinem Studium trat er 1981 eine Stelle als Analyst für Produktionsplanung bei Republic Steel in Cleveland an. 1984 wechselte er zu American Hoechst (heute Celanese), einer damaligen Tochtergesellschaft der Hoechst AG. Ab 1994 war er für den Mutterkonzern (nach dessen Fusion mit Rhône-Poulenc ab 1999 Aventis) tätig, zuletzt als Senior Vice President und Treasurer. Im November 2003 wurde er Finanzvorstand der Fresenius Medical Care AG. In dieser Funktion war er unter anderem maßgeblich an der 2006 erfolgten Übernahme der US-amerikanischen Renal Care Group für 3,5 Milliarden Euro beteiligt. Wie Anfang 2009 bekannt gegeben wurde, löste Rosen im September des Jahres John Allan als Finanzvorstand der Deutschen Post AG ab. Diese Position bekleidete er bis zu seinem Rücktritt aus privaten Gründen im September 2016; seine Nachfolgerin wurde Melanie Kreis.
Seit 2013, 2015 bzw. 2020 gehört Rosen den Aufsichtsräten von Qiagen, Lanxess und Deutscher Post an. 2020 wurde er bei Qiagen Vorsitzender des Gremiums. Rosen ist verheiratet und hat vier Kinder.